# Odontognophos scopulata
Odontognophos scopulata är en fjärilsart som beskrevs av Fuchs 1889. Odontognophos scopulata ingår i släktet Odontognophos och familjen mätare. Inga underarter finns listade i Catalogue of Life.